# Алтањана (Маса-Карара)
Алтањана је насеље у Италији у округу Маса-Карара, региону Тоскана.
Према процени из 2011. у насељу је живело 173 становника. Насеље се налази на надморској висини од 316 м.